# لیزبلا
لیزبلا (به انگلیسی: Lisbellaw) یک روستا در بریتانیا است. لیزبلا ۱٬۲۷۷ نفر جمعیت دارد.